# Ferdinand Eugen von Franken-Siersdorf
Ferdinand Eugen von Franken-Siersdorf (* 1. Januar 1714; † 1. Oktober 1781) stammte aus dem Adelsgeschlecht Francken-Sierstorpff und war Priester und Domherr in Köln. 
Am 24. Juli 1739 verzichtete sein Onkel, der Kölner Weihbischof Franz Kaspar von Franken-Siersdorf, zu seinen Gunsten auf das Kanonikat an St. Ursula (Köln). Im Jahre 1751 wurde er nicht nur Kanoniker an St. Severin (Köln), sondern auch Regens am Laurentianer-Gymnasiums (Köln), was er dann bis 1778 blieb. Zugleich Kanoniker an St. Andreas (Köln), wurde er 1753 auch noch Stiftsdechant an St. Aposteln. Nachdem er 1756 das Rektorat der Kölner Universität bekleidet hatte, wurde er 1764 Kölner Domherr. Wie einstmals in St. Ursula, so resignierte auch hier sein Onkel zu seinen Gunsten. Er selbst resignierte noch 1781 zugunsten seines Cousins Franz Theodor von Franken-Siersdorf.
Im so genannten Dreikönigenbuch von Joseph Kreuser aus dem Jahr 1864 wurde er als „Domkapitular und Wohlthäter in vielen öffentlichen Zweigen“ bezeichnet. Er wird unter anderem in der Literatur erwähnt, weil er die zahlreichen Gemmen und Kameen des Dreikönigenschreins im Kölner Dom zeichnerisch bzw. durch Abdrücke dokumentierte.